# T-40
T-40 byl sovětský obojživelný tank produkovaný v letech 1940-1941. Byl určen jakožto náhrada za obojživelné průzkumné tanky T-37 a T-38. Celkem bylo vyrobeno 222 kusů. Poslední kusy byly staženy z bojových operací a přeřazeny k výcviku v roce 1942.
Přestože by pojat značně moderněji než jeho předchůdci a vykazoval ve většině parametrů vyšší kvality, stále trpěl zásadním nedostatkem vlastním jeho předchůdcům – nedostatečnou výzbrojí. Tento problém posléze částečně vyřešilo nahrazení kulometu kanonem TNŠ ráže 20 mm. Stroj byl posléze (když se ukázalo, že jeho nautické vlastnosti se využívají jen zřídka) přestavěn na suchozemskou verzi a v mnoha ohledech předěláván.

## Varianty
- T-30A - plovoucí prototyp T-40
- T-30B - neplovoucí prototyp
- T-40 - standardní sériová verze, 12,7mm kulomet DŠK
- T-40S - neplovoucí verze
- T-30 - neplovoucí verze, zesíleno pancéřování, 20mm kanón TNŠ
- T-60 - další typ, zesíleno pancéřování